# Marthon
Marthon é uma comuna francesa na região administrativa da Nova Aquitânia, no departamento de Charente. Estende-se por uma área de 12,82 km². Em 2010 a comuna tinha 566 habitantes (densidade: 44,1 hab./km²).